# رید الزویر
رید الزویر (به هلندی: Reed Elsevier) شرکت انتشارات هلندی است، که در زمینهٔ ارائهٔ اطلاعات علمی، پزشکی، قانونی و تجاری فعالیت می‌کند. بخشی از سهام این شرکت در بازارهای بورس یورونکست آمستردام، بورس لندن و بورس نیویورک معامله می‌شود.
شرکت رید الزویر در سال ۱۹۹۳ با ادغام شرکت‌های الزویر و رید اینترنشنال تأسیس شد. این شرکت به‌عنوان یکی از شرکت‌های موجود در فهرست فایننشل تایمز جهانی ۵۰۰ محسوب می‌شود.